# Miura (półwysep)

Położenie półwyspu Miura

Półwysep Miura (jap. 三浦半島 Miura-hantō) – półwysep w południowo-wschodniej części japońskiej wyspy Honsiu, pomiędzy zatokami: Sagami i Tokijską. Długi na ok. 22 km, szeroki na 3–8 km. Linia brzegowa dobrze rozwinięta, pagórkowaty, w sąsiedztwie półwyspu przybrzeżne wysepki. Główne miasta i porty położone na półwyspie to: Kamakura, Yokosuka, Miura.